# Borysfen Boryspol
Borysfen Boryspol (ukr. Футбольний клуб «Борисфен» Бориспіль, Futbolnyj Kłub „Borysfen” Boryspil) – ukraiński klub piłkarski z siedzibą w Boryspolu w obwodzie kijowskim. Założony w roku 1993.

## Historia
Chronologia nazw:
- 1993: Borysfen Boryspol (ukr. «Борисфен» Бориспіль)
- 1993—1994: Nywa-Borysfen Boryspol (ukr. «Нива-Борисфен» Бориспіль)
- 1994—1995: FK Boryspol (ukr. ФК «Бориспіль»)
- 1997—2007: Borysfen Boryspol (ukr. «Борисфен» Бориспіль)
- 2013—...: Borysfen Boryspol (ukr. «Борисфен» Бориспіль)

Piłkarski klub w Boryspolu założony był w lutym 1993 roku. Wiosną 1993 roku Nywa Mironówka i Borysfen Boryspol łączą się. Powstaje klub Nywa-Borysfen Boryspol, który w 1994 roku zmienia nazwę na FK Boryspol. Klub występował w Drugiej Lidze. W środku sezonu 1994/95 na bazie boryspolskiego klubu z udziałem Ministerstwa Obrony Ukrainy oraz struktur komercyjnych założono klub CSKA-Borysfen Boryspol.
Na początku sezonu 1995/96 CSKA-Borysfen przenosi się do Kijowa. W sezonie 1996/97 odbywa rozpad w klubie CSKA-Borysfen, wojskowi chcą mieć własny klub w Wyższej Lidze. Klub zmienia nazwę na CSKA Kijów.
1997 rok – odrodzenie Borysfena w Drugiej Lidze(w sezonie 1996/97 Borysfen Boryspol występował w turniejach amatorskich). Klub trzy sezony występował w Drugiej Lidze, a później zaczął wznosić się po szczeblach. Następne trzy sezony (2000/01, 2001/02, 2002/03) klub występował w Pierwszej Lidze. I jest długo oczekiwany awans do Wyższej Lihi. Dwa sezony 2003/04 i 2004/05 klub występował w Wyższej Lidze. Potem nastąpiło pogorszenie sytuacji finansowej w klubie. Sezony 2005/06 i 2006/07 klub występował w Pierwszej Lidze. W ostatnim sezonie Borysfen Boryspol zrezygnował z rozgrywek po 21 kolejce i został pozbawiony 6 punktów odpowiednio do Postanowienia Biura PFL z dnia 6 lutego 2007 roku, w pozostałych meczach uznano porażki techniczne -:+.
W listopadzie 2013 roku klub został odrodzony.

## Sukcesy
- 7. miejsce w Wyższej Lidze (1 x):

2003/04

## Trenerzy
- 08.1993–11.1993:  Wiktor Kołotow
- 03.1994–08.1994:  Wołodymyr Bezsonow
- 09.1994–11.1994:  Mychajło Fomenko
- 1995–1997: fuzja z CSKA Kijów
- 07.1997–11.1997:  Wiktor Warenycia
- 03.1998–11.1999:  Serhij Morozow
- 03.2000–05.2000:  Anatolij Buznik
- 05.2000–06.2001:  Ołeksandr Riabokoń
- 08.2001–04.2002:  Serhij Morozow
- 04.2002:  Wołodymyr Kożuchow (p.o.)
- 04.2002–12.2004:  Ołeksandr Riabokoń
- 02.2005–11.2005:  Stepan Matwijiw
- 03.2006–05.2006:  Pawło Iryczuk
- 05.2006–06.2006:  Ołeksandr Prychod´ko (p.o.)
- 07.2006–11.2006:  Ołeksandr Riabokoń
- 2007–2013: nie istniał.
- 11.2013–...:  Rusłan Nowykow